# Список етносів за абеткою
У світі налічується бл. 10 тисяч етносів, етнічних груп, субетносів, етнографічних груп тощо.
Нижче наводиться приблизний перелік вживаних назв етнічних груп. 
 У випадку, якщо назва народу є не основною в український мові (самоназва, застаріла назва тощо), вона подається курсивом, а поруч з нею проставляється перенаправлення у вигляді стрілки і основної назви (наприклад, Вотяки → Удмурти)

Посилання

## А
- Абаздехи → Адигейці
- Абазини
- Абакнон
- Абхази
- Аварці
- Австрійці
- Агули
- Адівасі → Гіндустанці
- Адиги
- Адизькі народи → Адиги: Адигейці + Кабардинці + Черкеси + Убихи
- Адигейці
- Аета
- Азанде → Занде
- Азербайджанці
- Аймара
- Айни
- Айсори
- Акамба → Камба
- Акікуйю → Кікую
- Акпа
- Алабама
- Албанці
- Алакалуфи
- Алгонкіни
- Алеути
- Алтайці
- Алюторці
- Амазулу → Зулуси
- Амакоза → Коса
- Американці США
- Амхара → Амхарці
- Амхарці
- Ангас
- Англійці
- Андаманці
- Андійці
- Анкаві
- Ануак
- Апачі
- Араби
- Араваки
- Араканці
- Арапахо
- Араукани → Мапуче
- Арекуна
- Арікара
- Арікена → Арекуна
- Аргентинці
- Ароваки → Араваки
- Арумуни
- Асамці
- Ассирійці → Айсори
- Астеки → Ацтеки
- Атакаменьйо
- Атапаски
- Атурая → Айсори
- Афганці → Пуштуни
- Ахвахці
- Ацтеки
- Ачехи → Ачинці
- Ачинці
- Ачолі
- Ашанті
- Ашкеназі

## Б
- Багірмі
- Багобо
- Баджао
- Бадуї — автронезійський народ в Індонезії, у гірській частині о-ву Ява
- Бадуй → Бадуї
- Баї
- Баконго → Конго
- Балійці — автронезійський народ в Індонезії, осн. населення о-ву Балі
- Балкарці — тюркський народ на Північному Кавказі (Росія)
- Балозі → Лозі
- Балучі → Белуджі
- Бамбара — народ групи мандінґо в Західній Африці (переважно в Малі).
- Бамілеке
- Банджари
- Банту
- Баоань
- Бапеді → Педі
- Баротсе → Лозі
- Баски — індоєвропейський народ у Західній Європі (Піренеї, Іспанія та Франція)
- Басуто → Басото
- Батаки — автронезійський народ на Суматрі (Індонезія)
- Бауле
- Башкири — тюркський народ у Верхньому Поволжі, також на Уралі і за Уралом РФ, осн. населення Р-ки Башкортостан.
- Беджа
- Бедуїни
- Белау → Палау
- Бемба
- Белуджі — іраномовний народ у Західній та Середній Азії (Пакистан, Іран, Афганістан, Туркменістан)
- Бенгальці
- Бербери
- Бесерм'яни
- Бечуани → Тсвана
- Біколи
- Біні
- Білаани
- Білоруси — східнослов'янський народ у Східній Європі, осн. населення держави Білорусь.
- Бірманці
- Біхарці
- Бозо
- Болгари
- Бороро
- Боснійці → Босняки
- Босняки
- Ботліхці
- Ботокуди
- Брагуї
- Бретонці
- Бріти → Англійці
- Буги
- Бугіси → Буги
- Букіднони
- Булгари
- Бура
- Бури
- Бурушаскі → Буриші
- Буриші
- Бурушо → Буриші
- Буряти
- Бухеба
- Бушмени

## В
- Ва
- Вадул → Юкагіри
- Вазарамо → Зарамо
- Ваї
- Вайнахи → Чеченці + Інгуші
- Валлійці
- Валлони
- Вепси
- В'єти → В'єтнамці
- В'єтнамці
- Вірмени
- Вісая
- Вічолі → Уїчолі
- Вонеземельці
- Вогули → Мансі
- Водь
- Волзькі татари
- Волоф
- Волохи → Румуни, іноді також + Молдовани
- Вотяки → Удмурти

## Г
- Гавайці
- Гагаузи
- Галісійці
- Ганда
- Гаошань
- Гауса → Хауса
- Гіляки → Нивхи

- Гіндустанці

- Гіо

- Гольди → Нанайці
- Гонди
- Готтентоти
- Греки
- Грузини
- Гуанчі
- Гуарані
- Гуахіро
- Гураге
- Гуралі
- Гурони
- Гусії
- Гуцули

## Ґ
- Ґели

## Д
- Дакота
- Даргінці
- Данці → Датчани
- Даури
- Даяки
- Делавари
- Джагга → Чагга
- Джола → Діола
- Динка
- Діаґіти
- Дігорці → Осетини
- Дінці → Донські козаки
- Діола
- Догони
- Долгани
- Донські козаки
- Донці → Донські козаки
- Друзи
- Дунгани
- Дунсян
- Дурума
- Духа → Цаатани

## Е
- Еве
- Евени
- Евени
- Едзо
- Екої
- Ельзасці
- Еміші — середньовічні автохтони Північної Японії. Асимільовані японцями (яматосцями).
- Енганці
- Енці
- Ерзя
- Ескімоси
- Естласед → Естонці
- Естонці
- Ефік

## Є
- Євреї
- Єзиди
- Єніше

## Ж
- Жмудини

## З
- Загава
- Занде
- Зарамо
- Зараму → Зарамо
- Зарма → Зарамо
- Зулу → Зулуси
- Зулуси
- Зуньї

## І
- І
- Ібібіо
- Ігала
- Ігбіра
- Ігбо
- Іґала → Ігала
- Іджо
- Ідома
- Іжора
- Іжорці → Іжора
- Ілокани → Ілоки
- Ілоки
- Іллінойс
- Іллінойси → Іллінойс
- Інгерманландці → Іжора
- Інгуші
- Інки
- Ірландці
- Індійці → Гіндустанці
- Ірокези
- Ісландці
- Іспанці
- Італійці
- Ітельмени
- Ітонама
- Іцзу
- Ішкашимці

## Й
- Йола → Діола
- Йоруба
- Йоген

## К
- Кабардинці
- Кабіли
- Кава → Ва
- Кадазани
- Камба
- Кавашкар → Алакалуфи
- Казанські татари → Волзькі татари
- Казахи
- Камбоджійці → Кхмери
- Калаша
- Калінга
- Калмики
- Каннада
- Канурі
- Каонде
- Караїми
- Каракалпаки → Чорні клобуки
- Каракачани
- Карачаївці
- Карели
- Карени
- Картвелі → Грузини
- Каталонці
- Качіни
- Кашуби
- Кеддо
- Кереки
- Кети
- Киргизи
- Китайці
- Кікую
- Кінга
- Кісії → Гусії
- Кістинці
- Кого
- Комі
- Комі-перм'яки
- Конго
- Конде → Маконде
- Копти
- Кора
- Корейці
- Коряки
- Корсиканці
- Коса
- Косова → Гусії
- Кримські татари
- Кримці → Кримські татари
- Кримчаки
- Крі
- Кубанські козаки
- Кубанці → Кубанські козаки
- Кубинці
- Кумасо
- Кумики
- Курди
- Курукхи
- Кхмери
- Кхо
- Кхон-таї → Тайці

## Л
- Ладіни
- Лази
- Лакандони
- Лакота
- Лакці
- Лао → Лаосці
- Лаосці
- Лапландці → Саами
- Лапп → Саами
- Лаппи → Саами
- Латгальці
- Латиші
- Лаху
- Лезгини
- Лемки
- Лендже
- Липовани
- Литвини
- Литовці
- Ліви
- Лігурійці
- Лісу
- Ліхтенштейнці
- Лозі
- Лоло → Іцзу
- Лотарингці
- Луба
- Лужицькі серби → Лужичани
- Лужичани
- Лунда
- Лури
- Люксембуржці
- Ляхи → Поляки

## М
- Маасаї → Масаї
- Мадурці
- Мадяри → Угорці
- Мазендеранці
- Мая
- Макасари
- Македонці
- Маконде
- Малагасі → Малагасійці
- Малагасійці
- Малайці
- Малінке
- Мальгаші → Малагасійці
- Мампрусі
- Маніпурі → Маніпурці
- Маніпурці
- Манобо
- Маорі
- Мапуче
- Маратхи
- Марі → Марійці
- Марійці
- Марка
- Масаї
- Матамбве → Маконде
- Матако
- Машона → Шона
- Мбере
- Мещера
- Мещеряки → Мещера
- Мінангкабау
- Мішарі → Мещера
- Могавки
- Мокша
- Молдовани
- Монголи
- Монгори
- Монго-нкунду
- Мони
- Монтана
- Мордва
- Мордовці → Мордва
- Мосі
- Мунда
- Мундуруку
- М'янма → Бірманці
- Мяо

## Н
- Навахи → Навахо
- Навахо
- Нага
- Нанайці
- Нані → Ороки
- Науру
- Нганасани
- Неварі → Неварці
- Неварці
- Негідальці
- Ненці
- Нивхи
- Нікобарці
- Німці
- Ніппонці → Японці
- Ногайці
- Норвежці
- Нуба → Нубійці
- Нубійці
- Нуристанці

## О
- Оджибве
- Оджибуеї → Оджибве
- Ойрати → Калмики
- Ойроти → Алтайці
- Окситанці
- Омоки → Юкагіри
- Она
- Онейда
- Орія
- Ороки
- Орочі
- Осетини
- Остяки → Ханти
- Отомі

## П
- Падаунг
- Падаунги → Падаунг
- Палау
- Палауанці → Палау
- Палаунг
- Палаунги → Падаунг
- Пампанго
- Пангасінанці
- Панджабці → Пенджабці
- Папуаси
- Педі
- Пенджабці
- Перм → Удмурти + Комі + Комі-перм'яки
- Перси
- Пеуенче
- Пікунче
- Пілага
- Поліщуки
- Поляки
- Поляци → Поляки
- Помори
- Португальці
- Провансальці
- Пуштуни → Афганці

## Р
- Раджастхані → Раджастханці
- Раджастханці
- Ретороманці
- Рома → Цигани
- Романші → Ретороманці
- Роми → Цигани
- Ронга
- Ротсе → Лозі
- Румуни
- Рутульці
- Рюкюсці

## С
- Саами
- Саамі → Саами
- Садзи
- Салари
- Самбуру
- Сан → Бушмени
- Сан-маринці
- Сапотеки
- Саракацани → Каракачани
- Сараколе → Сонінке
- Сардинці
- Сарикольці
- Сарт-калмаки
- Свазі
- Свани
- Седанг → Седанги
- Седанги
- Секеї
- Селіш → Селіші
- Селіші
- Селкнам → Она
- Селькнам → Она
- Селькупи
- Семанги
- Сентінельці
- Серби
- Серер
- Сету
- Сефарди
- Сибо
- Сингали
- Сингальці → Сингали
- Сіамці → Тайці
- Сілезці
- Сіу
- Скотс → Шотландці
- Словаки
- Словенці
- Сойоти
- Сомалі
- Сонгаї
- Сонінке
- Сото → Басото
- Сре → Кого
- Суахілі
- Субія
- Суку
- Сукума
- Сумбаванці
- Сумбанці
- Сумбва
- Сунданці
- Сунди → Сунданці
- Суомі → Фіни
- Суомолайсет → Фіни
- Сура
- Суто → Басото

## Т
- Табасарани
- Тавета
- Тагали
- Тагалог → Тагали
- Тагальці → Тагали
- Таджики
- Таї
- Тайці
- Талиші
- Таміли
- Тараска
- Татари
- Тауліпанг
- Тати
- Теленгіти
- Телеути
- Телугу
- Тенетехара
- Тибетці
- Тив
- Тиграї → Тигринья
- Тигре
- Тлапанеки
- Тлашкальтеки
- Тлінгіти
- Тоджинці → субетнічна група тувинців
- Тотонаки
- Тофалари
- Трухмени
- Тсвана
- Тсонга
- Туахь'и → Убихи
- Тубалари
- Тувинці
- Тукулер
- Тукуна
- Турки
- Туркмени
- Туркомани
- Туцзяни
- Тями

## У
- Убихи
- Угорці
- Удегейці
- Удіни
- Удморт → Удмурти
- Удмурти
- Уельсці → Валлійці
- Уйгури
- Узбеки
- Уїчолі
- Українці
- Ульта → Ороки
- Ульчі
- Умотіна
- Умутіна → Умотіна

## Ф
- Фанг
- Фарерці
- Фіджі → Фіджійці
- Фіджійці
- Фіни
- Фламандці
- Фон
- Французи
- Фріули
- Фула → Фульбе
- Фулфульде → Фульбе
- Фульбе
- Фур

## Х
- Хакаси
- Хадза
- Хадзапі → Хадза
- Хазарейці
- Хай → Вірмени
- Хані
- Хань → Китайці
- Ханти
- Хауса
- Хаято
- Хехе
- Хімба
- Хіндустанці → Гіндустанці
- Ходи
- Хопі
- Хорвати
- Хуей → Дунгани

## Ц
- Цаатани
- Цахури
- Цельталі
- Цигани
- Цимшіани
- Цоцилі
- Цутухілі

## Ч
- Чами → Тями
- Чагга
- Чаморро
- Чанґо
- Чвана → Тсвана
- Чеєни
- Челканці
- Черкаси
- Черкеси → Кабардинці + Адигейці + Черкеси + Убихи
- Черкеси
- Чероки
- Чехи
- Чеченці
- Чжуани
- Чіпеваї
- Чоко
- Чоно
- Чонталі
- Чорногорці
- Чорті
- Чуванці
- Чуваші
- Чукчі
- Чулимці
- Чухи

## Ш
- Шаванте → Шаванти
- Шаванти
- Шамбала
- Шани
- Шапсуги
- Шаста
- Шауні
- Шахсевени
- Шахсевенці → Шахсевени
- Шведи
- Ше
- Шеренте
- Шерпи
- Шиллуки
- Шкіптар → Албанці
- Шона
- Шорці
- Шотландці
- Шошони
- Шугнанці

## Ю
- Юги
- Юкагіри

## Я
- Яванці
- Ягани
- Які
- Якути
- Ямайкці
- Ямана → Ягани
- Ямани → Ягани
- Яматосці
- Яо (народ у Китаї)
- Яо (народ у Танзанії)
- Яп
- Японці
- Яунде